# Robbiate
Robbiate är en ort och kommun i provinsen Lecco i regionen Lombardiet i Italien. Kommunen hade 6 386 invånare (2018).